# 奥拉夫·弗尔斯特
奥拉夫·弗尔斯特（德語：Olaf Förster，1962年11月2日—），德国男子赛艇运动员。他曾代表东德参加1988年夏季奥林匹克运动会赛艇比赛，获得男子四人单桨无舵手金牌。